# 摩泽尔河畔沙泰勒
摩泽尔河畔沙泰勒（法語：Châtel-sur-Moselle，法語發音：[ʃatɛl syʁ mɔzɛl] ⓘ）是法国大东部大区孚日省的一个市镇，位于该省北部，摩澤爾河右岸，隔河与诺姆西相望，距离省会埃皮纳勒大约20公里，属于埃皮纳勒区和埃皮纳勒城市圈公共社区。

## 地理
摩泽尔河畔沙泰勒（48°18'51"N, 6°23'35"E）面积11.86 平方千米，位于法国大東部大區孚日省，该省份为法国东北部内陆省份，北起默兹省和默尔特-摩泽尔省，西接上马恩省，南至上索恩省和贝尔福地区省，东临上莱茵省和下莱茵省。
与摩泽尔河畔沙泰勒接壤的市镇（或旧市镇、城区）包括：莫里维尔、波尔蒂约、阿迪尼莱韦里耶尔、赞库尔、瓦克松库尔、诺姆西。

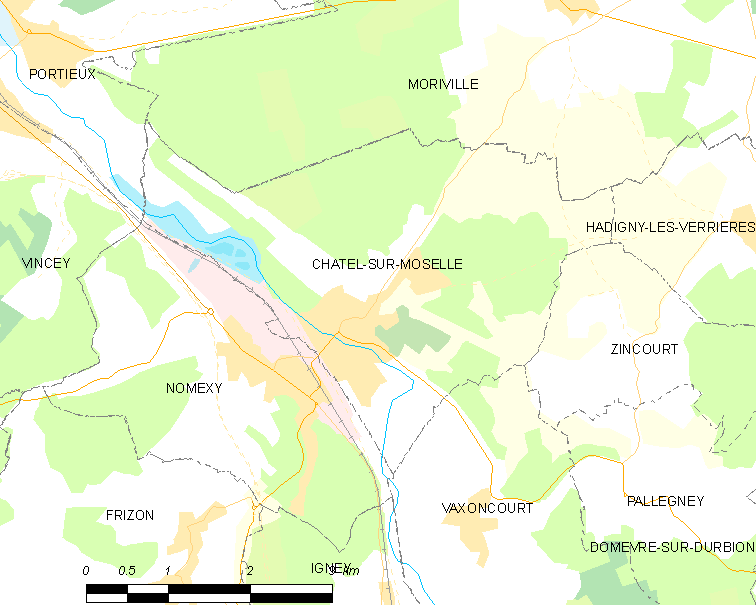
摩泽尔河畔沙泰勒的OSM定位图

摩泽尔河畔沙泰勒的时区为UTC+01:00、UTC+02:00（夏令时）。

## 行政
摩泽尔河畔沙泰勒的邮政编码为88330，INSEE市镇编码为88094。

## 政治
摩泽尔河畔沙泰勒所属的省级选区为沙尔姆县。

## 人口

1962-2008年间摩泽尔河畔沙泰勒人口变化图示

摩泽尔河畔沙泰勒于2022年1月1日时的人口数量为1726人。